# Чистое (Роменский район)
Чистое (укр. Чисте) — село, Андрияшевская сельская община, Роменский район, Сумская область, Украина.
Код КОАТУУ — 5924182604. Население по переписи 2024 года составляло 50 человек.

## Географическое положение
Село Чистое находится на расстоянии в 1 км от села Братское, в 3-х км — село Андрияшевка. По селу протекает пересыхающий ручей с запрудой.